# Cambo-les-Bains
Cambo-les-Bains (Baskisch:Kanbo) is een gemeente in het Franse departement Pyrénées-Atlantiques (regio Nouvelle-Aquitaine). Cambo-les-Bains telde op 1 januari 2022 6.715 inwoners.
Cambo-les-Bains is al eeuwen bekend voor zijn waterbronnen. Het heeft alle aspecten van een kuuroord, zoals een thermenpaleis en indrukwekkende hotels en villa's. 
De kerk Saint-Laurent dateert uit de 17e eeuw en is gebouwd in de typische stijl van de streek. De kerk heeft een beuk en houten galerijen aan de zijkanten. Achter het verhoogde altaar is er een verguld retabel met een schilderij van de marteldood van Sint Laurentius.

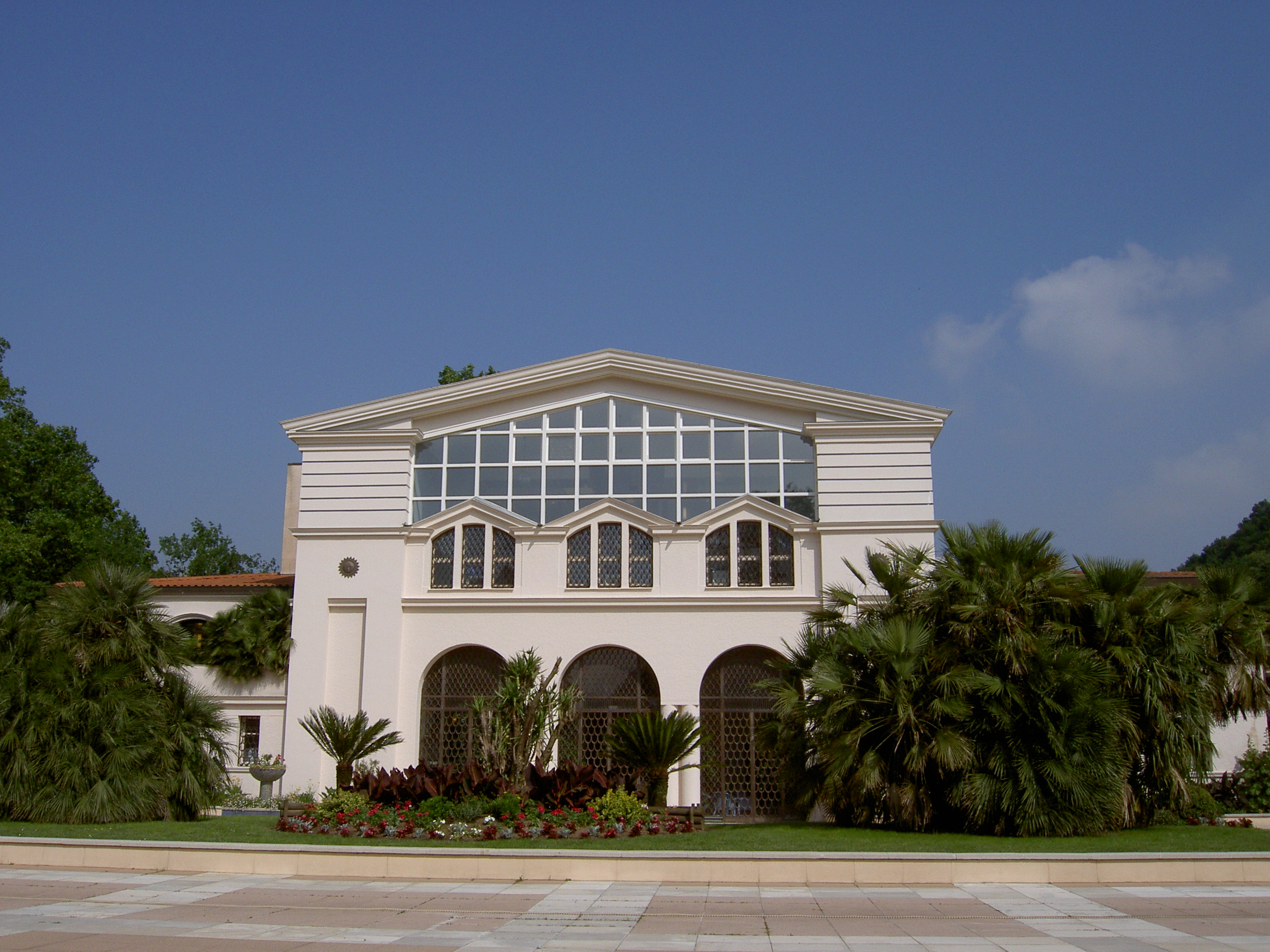
Thermen
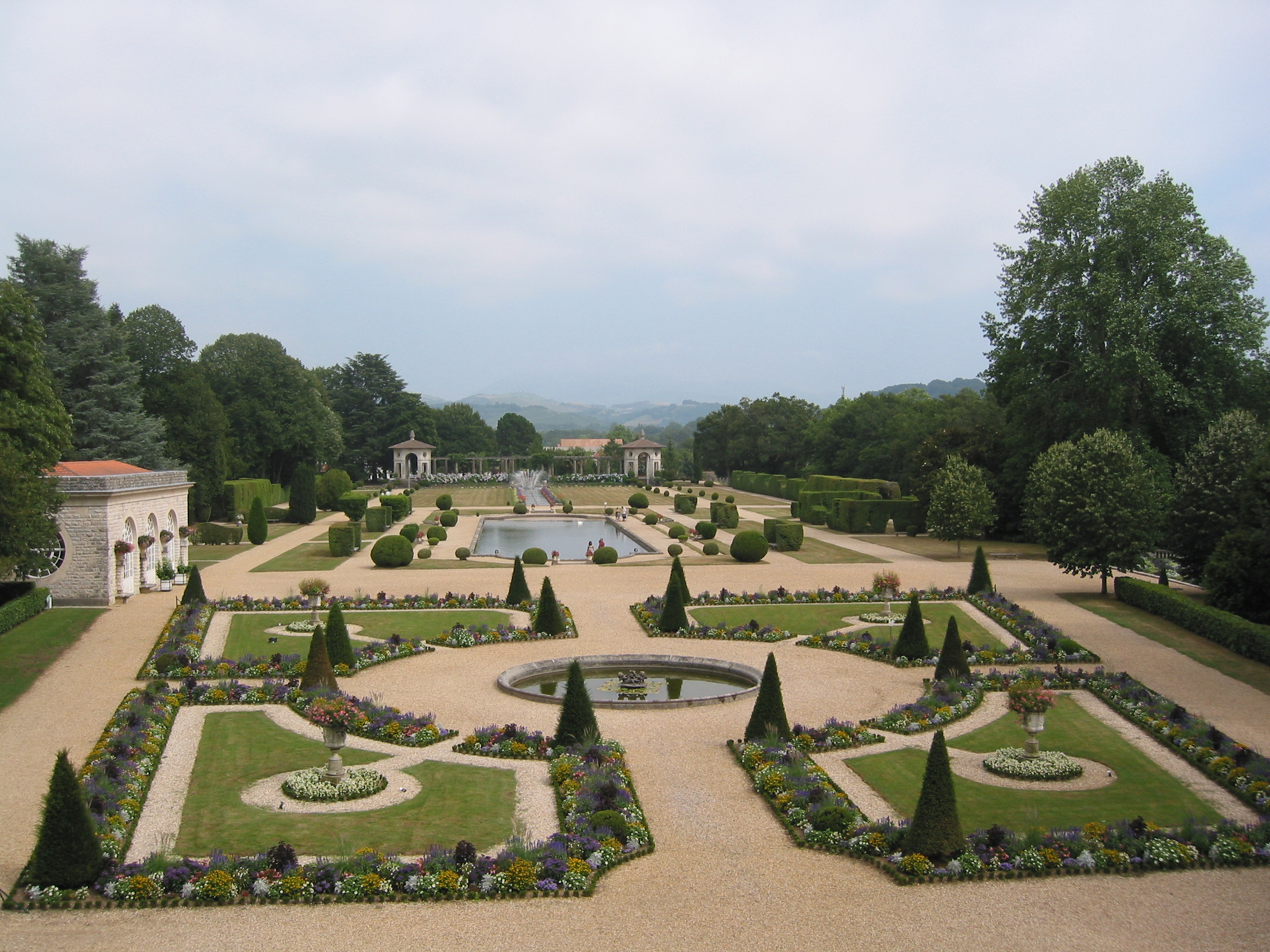
Tuinen

## Geografie
De oppervlakte van Cambo-les-Bains bedroeg op 1 januari 2022 22,49 vierkante kilometer; de bevolkingsdichtheid was toen 298,6 inwoners per km². De stad is gebouwd aan de oever van de rivier de Nive.

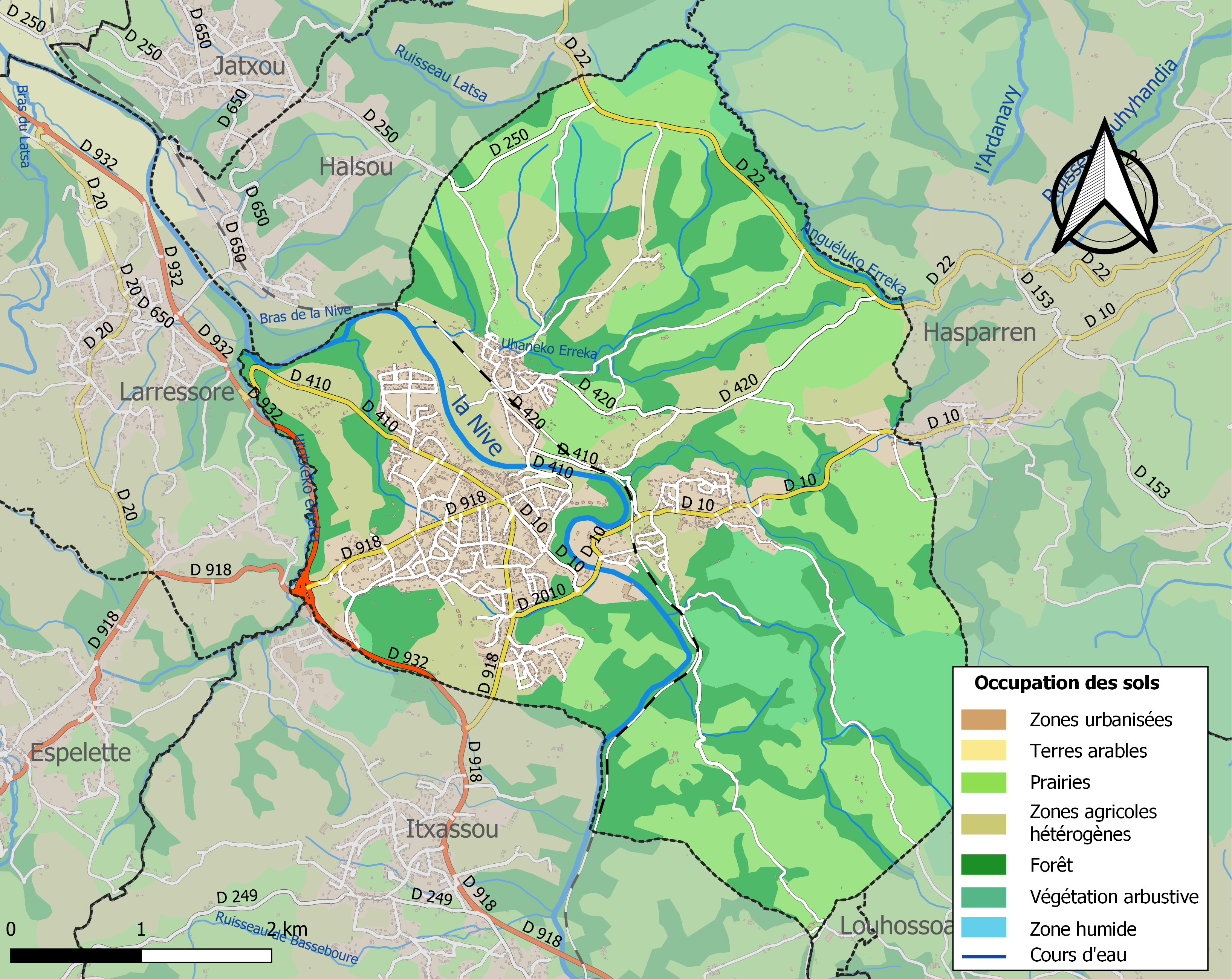
Kaart van de gemeente met belangrijkste infrastructuur, bodemgebruik en omliggende gemeenten

## Verkeer
In de gemeente ligt het spoorwegstation Cambo-les-Bains.

## Beroemde inwoners
De Franse toneelschrijver Edmond Rostand verbleef er geruime tijd voor zijn gezondheid. Hij liet er op grote kosten een villa bouwen met een schitterende tuin, de villa Arnaga. Deze villa herbergt nu een museum dat aan Edmond Rostand is gewijd. 
Blanche Delacroix, barones de Vaughan (1883-1948) was de minnares van de Belgische koning Leopold II. Ze overleed in "Villa Kayola" in Cambo-les-Bains aan de gevolgen van suikerziekte. Haar zoon Lucien woonde zijn hele leven in Cambo-les-Bains en werd er in 1984 begraven onder de naam Lucien, duc de Tervueren Saxe-Cobourg-Gotha. Hij was de buitenechtelijke zoon van koning Leopold II.
De Franse kardinaal Roger Etchegaray stierf er in 2019.

## Demografie
Onderstaande figuur toont het verloop van het inwonertal (bron: INSEE-tellingen).